# 하쿠노코코마에역
하쿠노코코마에역(일본어: 柏農高校前駅)은 일본 아오모리현 히라카와시에 위치한 고난 철도 고난 선의 철도역이다. 단선 승강장 1면 1선의 구조를 갖춘 지상역이다.

## 역 주변
- 아오모리 현립 가시와기 농업 고등학교

## 역사
- 1980년 6월 23일 : 개업.

## 인접 역
| 고난 철도 고난 선    | 고난 철도 고난 선 | 고난 철도 고난 선          |
| -------------------- | ----------------- | -------------------------- |
| 히라카 히로사키 방면 | ■ 고난 선         | 쓰가루오노에 구로이시 방면 |